# Comtat de Vilafranca
El comtat de Vilafranca fou una jurisdicció feudal creada per carta patent de l'agost de 1480 emesa a La Mota de Guy pel rei Lluís XI de França en favor de Frederic III de Nàpols, príncep de Tàrent i de la seva esposa Anna de Savoia. Estava format pels castells i senyories de Vilafranca de Roergue, Vilanòva, Peirussa, Riupeirós, La Salvetat, Mont-rosièr, La Ròca Bolhac, Flaunhac, Marcilhac i Cassanhas. La carta patent l'erigia en comtat pairia amb el nom únic de Vilafranca. La carta fou verificada pel Parlament de París el 17 de gener de 1480, per la cambra de comptes el 19 de setembre de 1480 i pel parlament de Tolosa el 5 de març de 1485. Anna va morir el mateix 1480 sense haver tingut fills i Frederic el 9 de novembre de 1504.